# Vladimer Dvalishvili
Vladimer Dvalishvili (in geo. ვლადიმერ დვალიშვილი; traslitterazione anglosassone Vladimir Dvalishvili; Tbilisi, 20 aprile 1986) è un ex calciatore georgiano, di ruolo attaccante.

## Palmarès

### Club

#### Competizioni nazionali
- Campionato georgiano: 3

Dinamo Tbilisi: 2004-2005
Olimpi Rustavi: 2006-2007
Saburtalo Tbilisi: 2018
- Supercoppa di Georgia: 1

Dinamo Tbilisi: 2005
- Campionato israeliano: 1

Maccabi Haifa: 2010-2011
- Campionato polacco: 2

Legia Varsavia: 2012-2013, 2013-2014
- Coppa di Polonia: 1

Legia Varsavia: 2012-2013